# Kalliorannansaari
Kalliorannansaari är en ö i Finland. Den ligger i sjön Alajärvi och i kommunen Sankt Michel i den ekonomiska regionen  S:t Michel och landskapet Södra Savolax, i den södra delen av landet, 220 km nordost om huvudstaden Helsingfors. Öns största längd är 380 meter i nord-sydlig riktning.